# Cassia minutiflora
Cassia minutiflora là một loài thực vật có hoa trong họ Đậu. Loài này được León miêu tả khoa học đầu tiên năm 1950.